# Elena Jianu

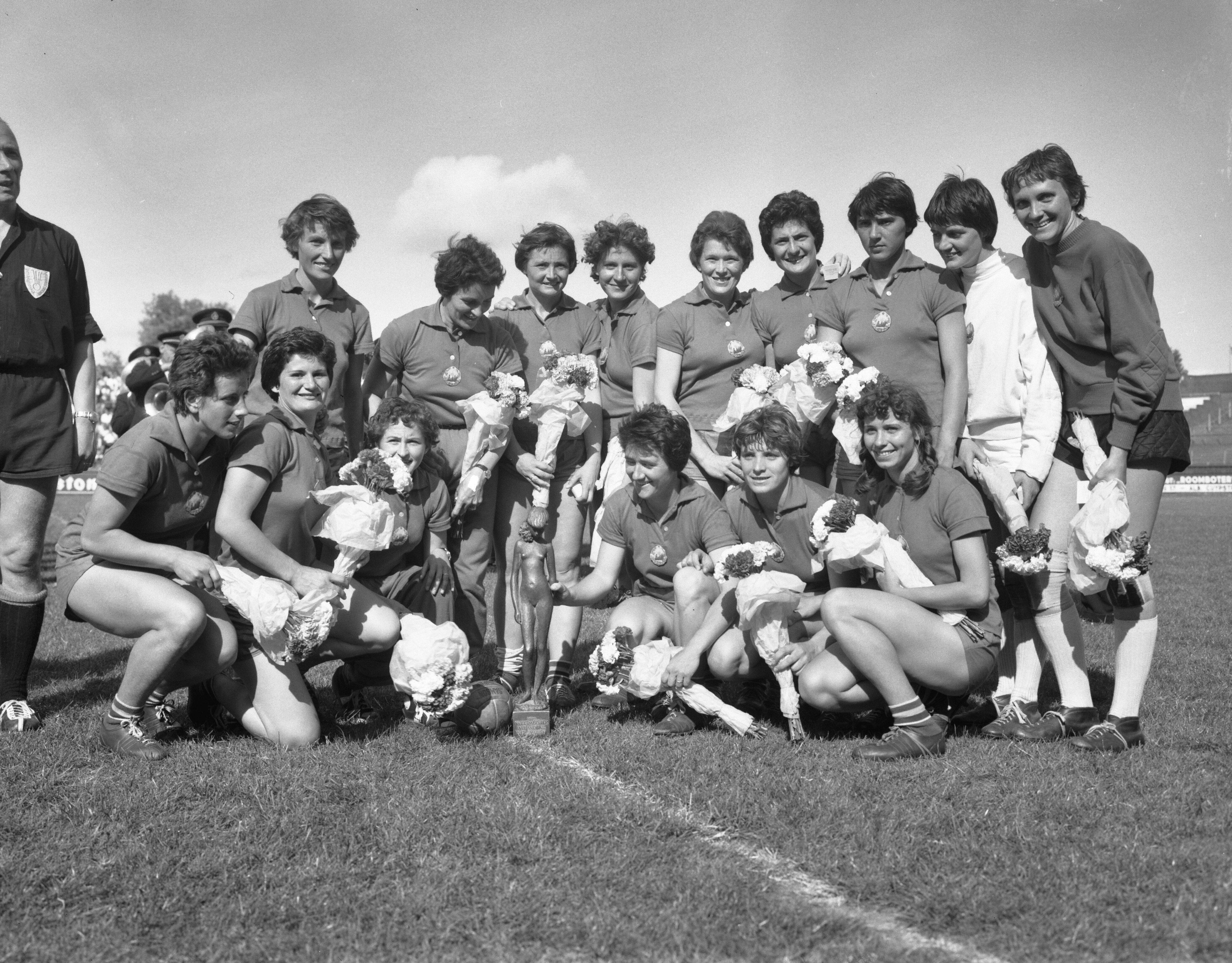
Echipa României cu trofeul Campionatului Mondial din 1960. Elena Jianu, a doua din stânga, rândul de sus.

Elena Jianu (născută Ilona Radó, 7 septembrie 1928, în Cristuru Secuiesc) a fost o handbalistă din România, dublă campioană mondială cu echipa națională în 11 jucătoare a României. Alintată „Ilu”, Jianu a evoluat pe postul de intermediar dreapta și a fost timp de mai mulți ani căpitanul echipei României.
Elena Jianu a debutat la echipa națională în 1953, a jucat în 21 de meciuri internaționale și a înscris 28 de goluri.

## Biografie
Ilona Radó a început să joace handbal la Cristuru Secuiesc, cu profesorul Károly Kiss, și a efectuat cu echipa locală câteva turnee la Sighișoara, Mediaș sau Odorheiu Secuiesc, unde a obținut rezultate destul de bune. Între timp, familia Radó s-a mutat la Sfântu Gheorghe, unde Ilona a urmat cursurile Liceului „Székely Mikó” și a devenit componentă a echipei de handbal pentru tineret a acestuia. Într-una din zile, antrenorul echipei Textila Sfântu Gheorghe a urmărit antrenamentele tinerelor eleve și le-a invitat pe Ilona Radó și Iosefina Ugron să se alăture echipei de senioare.
În 1949 Radó a fost selecționată de antrenorul Bruno Holzträger în lotul lărgit al României care a disputat prima partidă internațională de după război, la Timișoara, împotriva Ungariei, însă handbalista nu a jucat. Într-un interviu din ziarul Háromszék, ea a rememorat frustrarea pe care a simțit-o stând pe banca de rezerve, în timp ce Holzträger a continuat să folosească aceleași jucătoare pe teren, deși unele erau accidentate și șchiopătau.
După absolvirea colegiului, Radó a fost admisă la Institutul de Cultură Fizică din București și a devenit o componentă de bază a Științei ICF, echipa de handbal în 11 jucătoare a acestuia, înființată în 1949. În același an, Ilona Radó a participat cu CSU București, numele din 1949-1950 al Științei ICF, la a patra ediție a campionatului republican, desfășurată la acea vreme cu doar patru echipe. Partidele finale au avut loc pe 30 octombrie 1949. Cu o victorie, chiar și la limită, împotriva echipei Record Mediaș, „studentele” ar fi putut câștiga turneul, însă CSU București a fost învinsă cu 4–1 (0–1) și s-a clasat în final pe locul al treilea, în timp ce Record Mediaș a devenit campioana României.
În 1950, Radó și Știința ICF București s-au clasat pe locul al doilea în campionatul republican, iar în 1951 pe locul al treilea. Prima mare performanță a echipei a venit în 1952, când Știința a câștigat campionatul național feminin.
Radó s-a căsătorit în 1953, iar presa sportivă a mai menționat-o pentru scurtă vreme sub numele Ilona Radó-Jianu, însă începând de la sfârșitul lunii august 1953, numele ei apare în articolele de presă ortografiat în general Elena Rado-Jianu, respectiv Elena Jianu, o modalitate de românizare răspândită în perioada comunistă.
În vara anului 1953, Jianu a făcut parte din echipa națională de handbal de câmp a României care a câștigat medalia de argint la prima ediție a Festivalului Mondial al Tineretului și Studenților, desfășurată la București.
În 1955, Știința ICF București s-a clasat din nou pe locul al doilea în campionatul republican. Tânăra Jianu a fost antrenorul-jucător al echipei, devenind astfel prima femeie antrenor din handbalul românesc. În același an, Elena Jianu a obținut cu echipa României medalia de aur la a doua ediție a Festivalului Mondial al Tineretului și Studenților, desfășurată la Varșovia.
În 1956, Elena Jianu a fost căpitanul echipei în 11 jucătoare a României care a câștigat medalia de aur la Campionatul Mondial desfășurat în R.F. Germania. Ziarul Steagul Roșu din 10 iulie 1956 a consemnat că „linia de atac, magistral dirijată de căpitana echipei Elena Jianu, a reușit datorită jocului avîntat al componentelor sale”.
În noiembrie 1956, în cadrul unei ceremonii simbolice și în prezența a peste 5000 de spectatori, o copie a flăcării olimpice a fost aprinsă la Sala Floreasca pentru a marca începerea Jocurilor Olimpice de la Melbourne. Elena Jianu s-a aflat printre membrii gărzii de onoare a flăcării olimpice.
În 1957, prin Hotărârea nr. 36 din 9 ianuarie a Consiliului de Miniștri, Elena Jianu a fost inclusă în componența Comitetului pentru Cultură Fizică și Sport de pe lângă Consiliul de Miniștri al României. În august 1957, Elena Jianu a făcut parte din echipa națională a României care a câștigat medalia de argint la Jocurile Sportive Internaționale Prietenești, desfășurate la Moscova și organizate după modelul Jocurilor Olimpice de vară.
Jianu a continuat să joace pentru Știința București, dar echipa nu s-a mai clasat pe podium în campionatele republicane din 1958 și 1959. 
În 1960, handbalista a fost căpitanul selecționatei orașului București care a câștigat ediția a doua a Trofeului Carpați. Tot în 1960, Jianu s-a clasat cu Știința București pe locul întâi atât în campionatul național în 11 jucătoare, cât și în cel în 7 jucătoare. Însă cea mai mare performanță din acel an a fost câștigarea medaliei de aur la Campionatul Mondial desfășurat în Țările de Jos.
Cu două titluri mondiale la activ, handbalista s-a retras din activitate la sfârșitul anului 1960, dar a revenit și a mai jucat un an pentru Știința București. 
După retragere, Jianu a rămas în București și a continuat să lucreze ca asistent, apoi lector universitar la catedra de handbal a Institutului de Educație Fizică și Sport (I.E.F.S.), până la ieșirea la pensie. Din această poziție, ea a continuat să aibă o bogată activitate atât ca profesor, cât și ca antrenor sau oficial sportiv. Într-un interviu din octombrie 1977, Ioan Kunst-Ghermănescu, președintele Federației Române de Handbal, amintea: „În secția noastră de la I.E.F.S. avem cadre didactice cu nivel ridicat și prestanță profesională recunoscută, cum sînt șefii de lucrări Elena Jianu, maestră emerită a sportului, Valeriu Gogâltan, antrenor al echipei naționale [...]”.
Elena Jianu a activat și ca oficial federal, fiind aleasă în câteva mandate succesive în Biroul Federației Române de Handbal. Ca antrenor, ea a pregătit în câteva rânduri echipa I.E.F.S. București, spre exemplu ca antrenor secund în ediția 1974-1975 a Cupei Campionilor Europeni. De asemenea, în 1968 a fost antrenorul secund al selecționatei de tineret a orașului București care a participat la un turneu la Rostock, în R.D. Germană.
În decembrie 1986, în Sala Sporturilor din Sfântu Gheorghe, în prezența a aproximativ 1000 de spectatori, s-a desfășurat un meci de handbal demonstrativ între o echipă alcătuită din foste mari handbaliste ale clubului CSM din localitate și o selecționată a campioanelor mondiale din 1956, printre care Ilona Nagy-Klimovski, Elena Jianu sau Iosefina Ștefănescu-Ugron. CSM Sfântu Gheorghe a câștigat partida cu scorul de 19–17 (10–11), dar presa locală a consemnat că „Ilona Radó Jianu a organizat cu imaginație jocul și nu a fost vina ei că nu toate atacurile s-au sfârșit cu gol”.

## Palmares

### Cu echipe de club

#### În 7 jucătoare
- Campionatul republican categoria A: 
  - Câștigătoare: 1960

#### În 11 jucătoare
- Campionatul republican categoria A: 
  - Câștigătoare: 1952, 1960
  - Medalie de argint: 1950, 1953, 1955
  - Medalie de bronz: 1949, 1951

#### Cu echipa națională
- Campionatul Mondial: 
  -  Medalie de aur: 1956, 1960 (handbal în 11)

- Festivalul Mondial al Tineretului și Studenților: 
  - Medalie de aur: 1955 (handbal în 11)
  - Medalie de argint: 1953, 1957 (handbal în 11)

- Trofeului Carpați
  -  Câștigătoare: 1960 (handbal în 7)

## Distincții individuale
Prin Decizia nr. 305 din 29 aprilie 1956 a președintelui Comitetului pentru Cultură Fizică și Sport de pe lângă Consiliul de Miniștri, Elenei Jianu i-a fost acordat titlul de Maestru al Sportului. Insigna care însoțea această distincție i-a fost înmânată pe 5 iunie 1956, în cadrul unei festivități care a avut loc la sediul Comitetului pentru Cultură Fizică și Sport.
Pe 12 iulie 1956, la același sediu al Comitetului pentru Cultură Fizică și Sport de pe lângă Consiliul de Miniștri, a avut loc o nouă festivitate prin care Elenei Jianu și celorlalte handbaliste câștigătoare ale Campionatului Mondial din 1956 li s-a decernat titlul de Maestru Emerit al Sportului.
Pe 17 mai 1961, în prezența lui Ștefan Voitec, vicepreședintele Consiliului de Stat al Republicii Populare Române, a lui Grigore Geamănu, secretar al aceleiași instituții, și a altor demnitari, Elenei Jianu i-a fost înmânată medalia „Ordinului Muncii” clasa a II-a „pentru merite deosebite în pregătire și pentru rezultatele obținute la Campionatele Mondiale”.
În noiembrie 1968, nouă maestre emerite ale sportului, printre care și Elena Jianu, au fost premiate de Federația Română de Handbal.
În iunie 2009, ea a fost decorată cu Ordinul „Meritul Sportiv” clasa a II-a cu 1 baretă.

## Lucrări
- Ioan Kunst-Ghermănescu; Valeriu Gogâltan; Elena Jianu; Ioan Negulescu; Teoria și metodica handbalului, Editura Didactică și Pedagogică, 1983 (304 p.)
- Elena Jianu; Ioan Bota; Curs de handbal, Institutul de Educație Fizică și Sport, 1977 (154 p.) [arhivat din Arhivat în 8 martie 2022, la Wayback Machine.]

#### Articole de presă
- Elena Jianu; Ioan Bota; Unele mijloace pentru pregătirea extremelor la handbal în 7. Ziarul „Sportul popular” nr. 4371 (an XX), 7 ianuarie 1964, pag.6
- Elena Jianu; Ioan Bota; Mijloace de pregătire a centrului și interilor la handbal în 7. Ziarul „Sportul popular” nr. 4383 (an XX), 28 ianuarie 1964, pag.7